# Натали Портман
Натали Портман (енгл. Natalie Portman; Јерусалим, 9. јун 1981) израелска и америчка је глумица. Добитница је Оскара и две награде Златни глобус.

## Биографија
Отац и баба по мајци су Јевреји, који су у Израел имигрирали из Аустрије и Русије, а родитељи њеног оца су у Израел дошли из Румуније, односно Пољске. Ови први страдали су у Аушвицу, а Наталина бака по мајци радила је као шпијун Уједињеног Краљевства у Другом светском рату. Наталини родитељи упознали су се на универзитету у Охају, у САД, венчали се, отишли у Израел, да би се са трогодишњом Натали вратили у САД.
Као девојчица, Портманова је проводила школске распусте похађајући позоришне кампове где је развила љубав према глуми. Након искуства у мјузиклу, са 12 године је добила улогу у филму Леон (објављен у САД као Професионалац), као партнерка Жану Реноу. Иако, како каже, њени родитељи нису религиозни, похађала је јеврејску основну школу. Средином деведесетих, имала је неколико мањих улога у филмовима: Врелина, Сви кажу волим те и Марс напада!, као и већу улогу у филму Лепе девојке. Посветила се образовању науштрб филмске каријере па је завршила психологију на Харварду. Потом је дипломирала и на једном од највећих универзитета у Израелу - Јеврејском универзитету. Касније се као гост-предавач појавила и на Универзитету Колумбија где је држала предавање о тероризму.
У позоришној представи Галеб, по драми А. П. Чехова, наступа уз таква глумачка имена као што су (Мерил Стрип и Филип Симор Хофман), а значајна је и њена интерпретација јеврејске девојчице Ане Франк у представи Дневник Ане Франк. Касних деведесетих је изабрана за улогу Падме Амидале у новој трилогији Звезданих ратова.
Њена популарност нагло почиње расти после 2000. године. Најпре је добила мању улогу у филму Хладна планина поред Никол Кидман и Џуда Лоа. Следећи филмом, Блискост, привлачи пажњу и публике и критике, иако је у филму наступала поред таквих величина као што су Џулија Робертс, Џуд Ло и Клајв Овен). Похвале и награде за улогу су стизале са свих страна, а најзначајније међу њима су Златни Глобус и номинација за Оскар.
Године 2006. добија главну женску улогу у драми Гојине утваре. Режисер филма је Милош Форман, а један од партнера у филму јој је Хавијер Бардем.
Исте године, реализује се један од њених најпознатијих филмова - В за Вендету.
У улози је девојке коју подземље спасава тајне полицијске службе. За овај филм је свакодневно са професором енглеског вежбала британски акценат, а била је принуђена и да обрије главу.
У филму Друга Боленова кћи наступа уз Скарлет Џохансон и Ерика Бану. Филм је снимљен 2008. по роману Филипе Грегори и наишао је на добар пријем широм света, првенствено захваљујући Портмановој која је надахнуто приказала трагичан живот енглеске краљице Ане Болен. 2011. године, за психолошки трилер Црни лабуд, добија Златни Глобус за најбољу главну глумицу, БАФТА награду за најбољу главну глумицу, Награду Удружења филмских глумаца за најбољу главну глумицу као и Оскар за најбољу главну глумицу.

## Приватни живот
Године 2012. се удаје за француског кореографа и плесача Бенџамина Милпјеа са којим има двоје деце, сина и ћерку. Пар је почео да се забавља 2009. године након што су се упознали на снимању филма Црни лабуд, венчали су се у Калифорнији 4. августа 2012. године. Неко време су живели у Француској након што је њен супруг постао директор, а она је изразила жељу да постане француски држављанин. Од 2013. године живи у Лос Анђелесу. 2017. године купила је вилу у Монтеситу коју је продала за осам милиона долара 2021. године. 2006. године је изјавила да би волела своју децу да одгаја као Јевреје, али да првенствено има уз себе партнера који је добра особа. У јануару 2014. године, њен супруг је изјавио је да је у процесу конвертовања у јудаизам.

## Занимљивости
- Говори хебрејски, енглески, француски, немачки, јапански и арапски језик.
- Од детињства је вегетаријанка, а од 2009. је веганка и активисткиња за заштиту животиња.
- Не носи крзно, перје или кожу.
- Путовала је у Еквадор, Гватемалу и Уганду као амбасадорка наде, с циљем да помогне женама из руралних крајева да створе свој мали бизнис и да зарађују на стварима које су саме направиле.
- Током избора 2008. подржала је Хилари Клинтон. Али је додала: „ Волим ја и Обаму. Волим чак и Макејна.
- Није се појавила на премијери Звезданих ратова, јер је морала да спрема завршни испит из психологије.

## Филмографија
| Улоге Натали Портман |                                               |               |                       | |
| Година               | Српски назив                                  | Изворни назив | Улога                 | Напомена |
| 1994.                | Професионалац                                 |               | Матилда               | |
| 1995.                | Врелина                                       |               | Лорен Густафсон       | |
| 1996.                | Лепе девојке                                  |               | Марти                 | |
| 1996.                | Марс напада                                   |               | Тафи Дејл             | |
| 1996.                | Свако каже волим те                           |               | Лора Дендриџ          | |
| 1999.                | Звездани ратови — епизода I: Фантомска претња |               | Падме Амидала         | номинација - Награда Сатурн за најбољег младог глумца/глумицу |
| 1999.                | Свуда само не овде                            |               | Ен Аугуст             | номинација - Златни глобус за најбољу споредну глумицу у играном филму |
| 2000.                | Тамо где је срце                              |               | Новали Нејшон         | |
| 2001.                | Зулендер                                      |               | себе                  | |
| 2002.                | Звездани ратови — епизода II: Напад клонова   |               | Падме Амидала         | номинација - Награда Сатурн за најбољу глумицу (филм) |
| 2003.                | Хладна планина                                |               | Сара                  | |
| 2004.                | Нешто заједничко                              |               | Саманта               | номинација - Награда Сателит за најбољу глумицу у главној улози (комедија или мјузикл) номинација - МТВ филмска награда за најбољу женску улогу |
| 2004.                | Блискост                                      |               | Алис Ајрес/Џејн Џоунс | Златни глобус за најбољу споредну глумицу у играном филму номинација - Оскар за најбољу глумицу у споредној улози номинација - БАФТА за најбољу глумицу у споредној улози номинација - Награда Удружења телевизијских филмских критичара за најбољу глумицу у споредној улози номинација - Награда Удружења телевизијских филмских критичара за најбољу филмску поставу номинација - Награда Сателит за најбољу глумицу у споредној улози номинација - Награда Удружења интернет филмских критичара за најбољу споредну женску улогу |
| 2005.                | Звездани ратови — епизода III: Освета сита    |               | Падме Амидала         | номинација - Награда Сатурн за најбољу глумицу (филм) |
| 2005.                | Слободна зона                                 |               | Ребека                | |
| 2006.                | В као вендета                                 |               | Иви Хамонд            | Награда Сатурн за најбољу глумицу (филм) |
| 2006.                | Париз, с љубављу                              |               | Франсин               | |
| 2006.                | Гојине утваре                                 |               | Инес/Алисија          | |
| 2007.                | Моје ноћи од боровнице                        |               | Лесли                 | |
| 2007.                | Воз за Дарџилинг                              |               | Џекова бивша девојка  | |
| 2007.                | Хотел Шевалије                                |               | Џекова бивша девојка  | кратки филм |
| 2007.                | Продавница чуда господина Магоријума          |               | Моли Махони           | |
| 2008.                | Друга Боленова кћи                            |               | Ана Болен             | |
| 2009.                | Љубав и друге немогуће потраге                |               | Емилија Гринлиф       | такође извршна продуценткиња |
| 2009.                | Њујорк, волим те                              |               | Рифка                 | такође редитељка једног сегмента |
| 2009.                | Браћа                                         |               | Грејс Кахил           | номинација - Награда Сатурн за најбољу глумицу (филм) |
| 2010.                | Хешер                                         |               | Изабел                | такође продуценткиња |
| 2010.                | Црни лабуд                                    |               | Нина (Краљица-лабуд)  | Оскар за најбољу глумицу у главној улози Златни глобус за најбољу главну глумицу у играном филму (драма) БАФТА за најбољу глумицу у главној улози Награда Удружења филмских глумаца за најбољу глумицу у главној улози Награда Удружења телевизијских филмских критичара за најбољу глумицу у главној улози Награда Сатурн за најбољу глумицу (филм) Награда Спирит за најбољу глумицу у главној улози Награда Удружења бостонских филмских критичара за најбољу главну женску улогу Награда Емпајер за најбољу глумицу Награда Удружења интернет филмских критичара за најбољу главну женску улогу номинација - Награда Удружења филмских глумаца за најбољу филмску поставу номинација - Награда Сателит за најбољу глумицу у главној улози номинација - МТВ филмска награда за најбољу женску улогу |
| 2011.                | Без обавеза                                   |               | Ема                   | такође извршна продуценткиња |
| 2011.                | Ваша висости                                  |               | Изабел                | |
| 2011.                | Тор                                           |               | Џејн Фостер           | |
| 2013.                | Тор: Мрачни свет                              |               | Џејн Фостер           | |
| 2015.                | Витешки куп                                   |               | Елизабет              | |
| 2015.                | Прича о љубави и тами                         |               | Фаниа Оз              | такође редитељка |
| 2015.                | Џејн са пиштољем                              |               | Џејн Хамонд           | такође продуценткиња |
| 2016.                | Џеки                                          |               | Џеклин Кенеди Оназис  | номинација - Оскар за најбољу глумицу у главној улози номинација - БАФТА за најбољу глумицу у главној улози номинација - Златни глобус за најбољу главну глумицу у играном филму (драма) |
| 2016.                | Планетаријум                                  |               | Лаура Барло           | |
| 2017.                | Песма до песме                                |               | Ронда                 | |
| 2018.                | Уништење                                      |               | Лина                  | |
| 2019.                | Осветници: Крај игре                          |               | Џејн Фостер           | архивни снимци |
| 2022.                | Тор: Љубав и гром                             |               | Џејн Фостер           | |
| 2023.                | Мај, децембар                                 |               | Елизабет Бери         | такође продуценткиња |